# Rodger Brulotte
Pour les articles homonymes, voir Brulotte.
Rodger Brulotte est un animateur à la télévision pour le baseball. Né le 4 janvier 1947, il est originaire de Montréal.

## Biographie
Sa carrière avec les Expos commence dès 1969, ayant occupé des postes en vente et marketing au sein de l'organisation. Il a pu aider à la création de la mascotte Youppi !.
En 1986, il diffuse les matchs du Stade olympique à la radio de CKAC. Brulotte est coanimateur avec Jacques Doucet.
À RDS, il anime les parties de baseball avec son collègue Denis Casavant à partir de 1990. Il est célèbre pour son « Bonsoir elle est partie » lorsqu'un coup de circuit est frappé pendant une partie des Expos. Il fut blessé en voyant le départ de son équipe vers Washington, D.C..
Il écrit également une chronique intitulée «Tout partout» dans le Journal de Montréal qui  porte sur les faits divers et les activités philanthropiques. Brulotte était en compétition pour un Gémeaux en 1991 et en 1993. Il est membre de l'organisation «Encore Baseball Montréal», qui vise à promouvoir la culture du baseball chez les jeunes Montréalais.
Depuis 2006, il est à la barre de l'émission « Bonsoir, elle est partie » à l'antenne de CKAC Sport.
Le 20 novembre 2010 il épouse Pascale Vallée, 42 ans, directrice des ressources humaines chez Bombardier.
Le 17 août 2011, Rodger Brulotte a quitté RDS pour joindre l'équipe de TVA Sports afin de commenter les matchs des Blue Jays de Toronto.